# Крен
Крен (от на френски: carène – кил, подводна част на кораба или от на английски: kren-gen – накланям кораб настрани) е завъртане на обект (съд, самолет, фундамент) около надлъжната му ос.
Крен е един от трите ъгли (другите са тангаж и занасяне), съответстващи на трите ъгли на Ойлер, които задават ориентацията на летателния апарат относително нормалната координатна система. Крен, в класическото му значение, не е определен при тангаж равен на 90° и −90°. Ъгълът на крен (ъгълът на наклона) се означава с буквата γ (гама). За разлика от самолетостроенето, ъгълът на завъртане на ракета около надлъжната ѝ ос се нарича не крен, а ъгъл на въртене, и се означава с буквата φ (фи). Управлява се с работата на елероните – елементи на механизацията на крилата.
Обръщането на съд около надлъжната му ос на 180 градуса се нарича овъркил или в обикновената реч „с дъното нагоре“.

## Езикови особености
В английския език има пет различни думи за крен:
- Roll – крен
- Bank – ъгъл на Ейлер, съответстващ на крена
- List – статически крен, получен, например, от неравномерно разпределение на товара
- Heel – временен статически крен, получен, например, от силен страничен вятър
- Loll – ъгъл на крена при съд с отрицателна начална устойчивост